# Minicopa de España Femenina 2023–24
La Minicopa de España Femenina 2023–24 es la sexta edición de la Minicopa de España, una competición de balonmano base paralela a la Copa de la Reina de Balonmano del mismo año, celebrada entre el 10 y el 12 de mayo de 2023 en la ciudad de San Sebastián de categoría cadetes, la segunda competición más importante de la categoría en España. El campeón fue el Cavidel Aula Valladolid, equipo cadete del Aula Valladolid.

## Sistema de competición
Se juega en formato de grupo de cuatro, donde los primeros clasificados de cada grupo se enfrentan en la final.
Participan los mismos equipos, en categoría cadete, que juegan la Copa de la Reina. 
En la temporada 2023–24 los equipos son: Lecturale bera bera (balonmano bera bera), atticgo Elche (balonmano Elche), Cavidel Aula Valladolid (CD Balonmano Aula Cultura), Fundación Unicaja Costa del Sol Málaga (Club Balonmano Femenino Málaga Costa del Sol), Mecalia Atlético Guardés (Atlético Guardés), KH7 Bm. Granollers (Balonmano Granollers), Balonmano Porriño (Balonmano Porriño) y Elda Prestigio Azul (Club Balonmano Elda Prestigio).

### Grupos
El sorteo de los grupos se celebró el 21 de febrero en el Acuario de San Sebastián. Los primeros de cada grupo se enfrentan en la final de la competición.
| Grupo A                  | Grupo B                                |
| ------------------------ | -------------------------------------- |
| Mecalia Atlético Guardés | Lacturale bera bera                    |
| atticgo Elche            | Balonmano Porriño                      |
| KH7 Bm. Granollers       | Elda Prestigio Azul                    |
| Cavidel Aula Valladolid  | Fundación Unicaja Costa del Sol Málaga |

## Campeonato

### Fase de grupos
| Equipo                   | Pts | G | E | P | GF | GC | Dif |
| ------------------------ | --- | - | - | - | -- | -- | --- |
| Cavidel Aula Valladolid  | 6   | 3 | 0 | 0 | 62 | 42 | 21  |
| KH7 Bm. Granollers       | 4   | 2 | 0 | 1 | 65 | 33 | 32  |
| atticgo Elche            | 2   | 1 | 0 | 2 | 32 | 56 | -24 |
| Mecalia Atlético Guardés | 0   | 0 | 0 | 3 | 37 | 66 | -29 |

| Equipo                                 | Pts | G | E | P | GF | GC | Dif |
| -------------------------------------- | --- | - | - | - | -- | -- | --- |
| Lacturale bera bera                    | 4   | 2 | 0 | 1 | 63 | 43 | 20  |
| Fundación Unicaja Costa del Sol Málaga | 4   | 2 | 0 | 1 | 68 | 45 | 23  |
| Elda Prestigio Azul                    | 4   | 2 | 0 | 1 | 48 | 49 | -1  |
| Balonmano Porriño                      | 0   | 0 | 0 | 3 | 25 | 67 | -42 |

## Final
El partido final enfrentó al Lacturale Bera Bera y el Cavidel Aula Valladolid en el Pabellón de Illumbe y el conjunto vallisoletano se alzó con el título tras ganar la final por 22 a 28. La capitana castellana leonesa María Rodríguez acabó como la jugadora más segura y Nora Urtasun, del bera bera, fue la máxima goleadora (9 tantos) y elegida como MVP.
| Lacturale Bera Bera | Lacturale Bera Bera           | Cavidel Aula Valladolid | Cavidel Aula Valladolid     |
| ------------------- | ----------------------------- | ----------------------- | --------------------------- |
| 1                   | Amaia Ausin Sarasua           | 2                       | Patricia Fernández Chamorro |
| 2                   | Chiara D'Acunto Carreras      | 3                       | Leyre Ramos Ordax           |
| 3                   | María Casnova Gurruchaga      | 8                       | Ariadna Pastor Pérez        |
| 4                   | June Lasa Intxausti           | 9                       | Claudia Pastor Pérez        |
| 6                   | Alba Pérez-Muga Rodríguez     | 13                      | Paola García Alonso         |
| 9                   | Nora Urtasun Vicente          | 16                      | Alicia Pariente Álvarez     |
| 10                  | Ayla Baird Aguirre            | 18                      | Sofía Rua Vergara           |
| 12                  | June Escanlar Juaristi        | 22                      | Ana Izquierdo Sánchez       |
| 13                  | Naroa Iriarte Matxinandiarena | 27                      | Yaiza García del Campo      |
| 14                  | Nerea Soria Rabanedo          | 32                      | María Rodríguez Fadrique    |
| 17                  | Lide Serrano Oiarzabal        | 36                      | Yaiza García del Campo      |
| 18                  | Zuriñe Askasibar              | 64                      | Adriana Alonso Jiménez      |
| 19                  | Kattalin Sagastume Villar     | 71                      | Blanca Ortega Esteban       |
| 20                  | Nora Odriozola Rodríguez      | 72                      | Henar Salas Arnanz          |
| 21                  | Oihana Murgiondo Arzalluz     | 92                      | Odile Sousa Prieto          |
| 22                  | Amaiur Amiano Monreal         | 99                      | Paula Vaquero Álvarez       |
|                     |                               |                         |                             |
| E                   | Javier Munilla Les            | E                       | Roberto García Bartolomé    |